# Jakov Sverdlov
Jakov Michailovitsj Sverdlov, (Russisch: Я́ков Миха́йлович Свердло́в) (Nizjni Novgorod, 3 juni 1885 - Orjol, 16 maart 1919) was een aanvoerder van de bolsjewieken en voorzitter van het Russische Centrale Uitvoerende Comité van 1917 tot 1919.

## Biografie
Sverdlov werd geboren als Jankel Solomon, zoon van een Joodse arbeider. Hij sloot zich in 1902 aan bij de Russische Sociaal Democratische Arbeiderspartij, waar hij zich bij de bolsjewistische tak voegde en zich achter Lenin schaarde en betrokken was bij de Russische Revolutie van 1905. In juni 1906 werd hij gearresteerd en samen met Jozef Stalin gevangen gehouden tot 1917. Na de Februarirevolutie van 1917 keerde hij terug naar Petrograd, waar hij tot voorzitter van het Centrale Comité (later Opperste Sovjet) werd gekozen. De Sovjet-Unie bestond toen nog niet, waardoor hij niet kan worden gezien als president daarvan, zoals soms wordt gesteld. Hij speelde een belangrijke rol in de Oktoberrevolutie en werkte nauw samen met Lenin.
Hij overleed op 16 maart 1919 aan de Spaanse griep, die in die tijd in heel Europa miljoenen slachtoffers eiste.
Onderzoek in 1990 door de Moskouse historicus Edvard Radzinski wees uit dat Sverdlov betrokken was bij de executie in 1918 van tsaar Nicolaas II en zijn familie. Later onderzoek sprak dat weer tegen. Hij gaf commissaris Vasili Jakovlev opdracht de keizerlijke familie van Tobolsk naar Jekaterinenburg te brengen.
In 1924 werd Jekaterinenburg omgedoopt tot Sverdlovsk, ter ere van Sverdlov. In 1991 werd die naamsverandering weer ongedaan gemaakt.

## Noot
1. ↑  Zie Artikel Nu.nl op basis van ANP-bericht. Gearchiveerd op 1 december 2017.